# Volmerange-les-Mines
Volmerange-les-Mines är en kommun i departementet Moselle i regionen Grand Est (tidigare regionen Lorraine) i nordöstra Frankrike. Kommunen ligger i kantonen Cattenom som tillhör arrondissementet Thionville-Est. År 2022 hade Volmerange-les-Mines 2 284 invånare.

## Befolkningsutveckling
Antalet invånare i kommunen Volmerange-les-Mines
| Referens: INSEE |